# Чиво
Чи́во (итал. Civo) — коммуна в Италии, в провинции Сондрио области Ломбардия.
Население составляет 1 025 человек (2008 г.), плотность населения составляет 41 чел./км². Занимает площадь 25 км². Почтовый индекс — 23010. Телефонный код — 0342.
Покровителями коммуны почитаются святые апостолы Варфоломей и Андрей, празднование 24 августа.

## Демография
Динамика населения: